# Gremial
Se llama gremial al paño cuadrado del mismo color que los ornamentos que se ponía sobre las rodillas el obispo cuando estaba sentado al celebrar de pontifical. Hoy, los obispos solo lo usan con un sentido práctico: al usar óleo sagrado (p. ej. en ordenaciones) estando sentados, para no mancharse la casulla.
El gremial que hoy es privativo de los obispos, también fue utilizado por los sacerdotes en los siglos XIII y XIV y consistía en un paño rectangular de lino o seda según los casos. Desde el siglo XIV, se ha llevado en las procesiones por el sacerdote y sus dos ministros, diácono y subdiácono a manera de frontal de altar, llamándose entonces delantal procesional, todavía utilizado en algunos lugares y reflejado en abundantes pinturas y relieves.